# Cypressen i Abarkuh

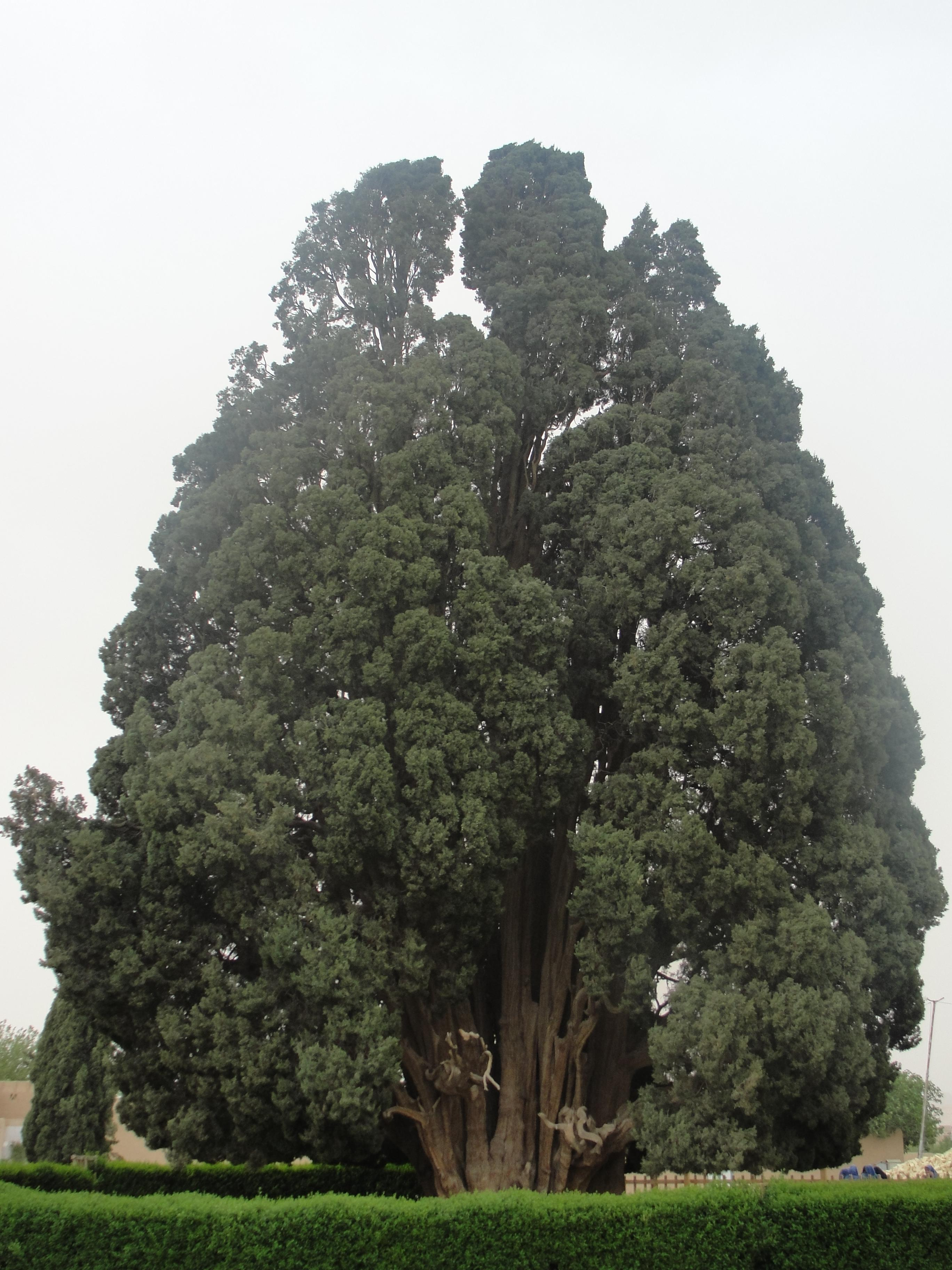
Cypressen i Abarkuh

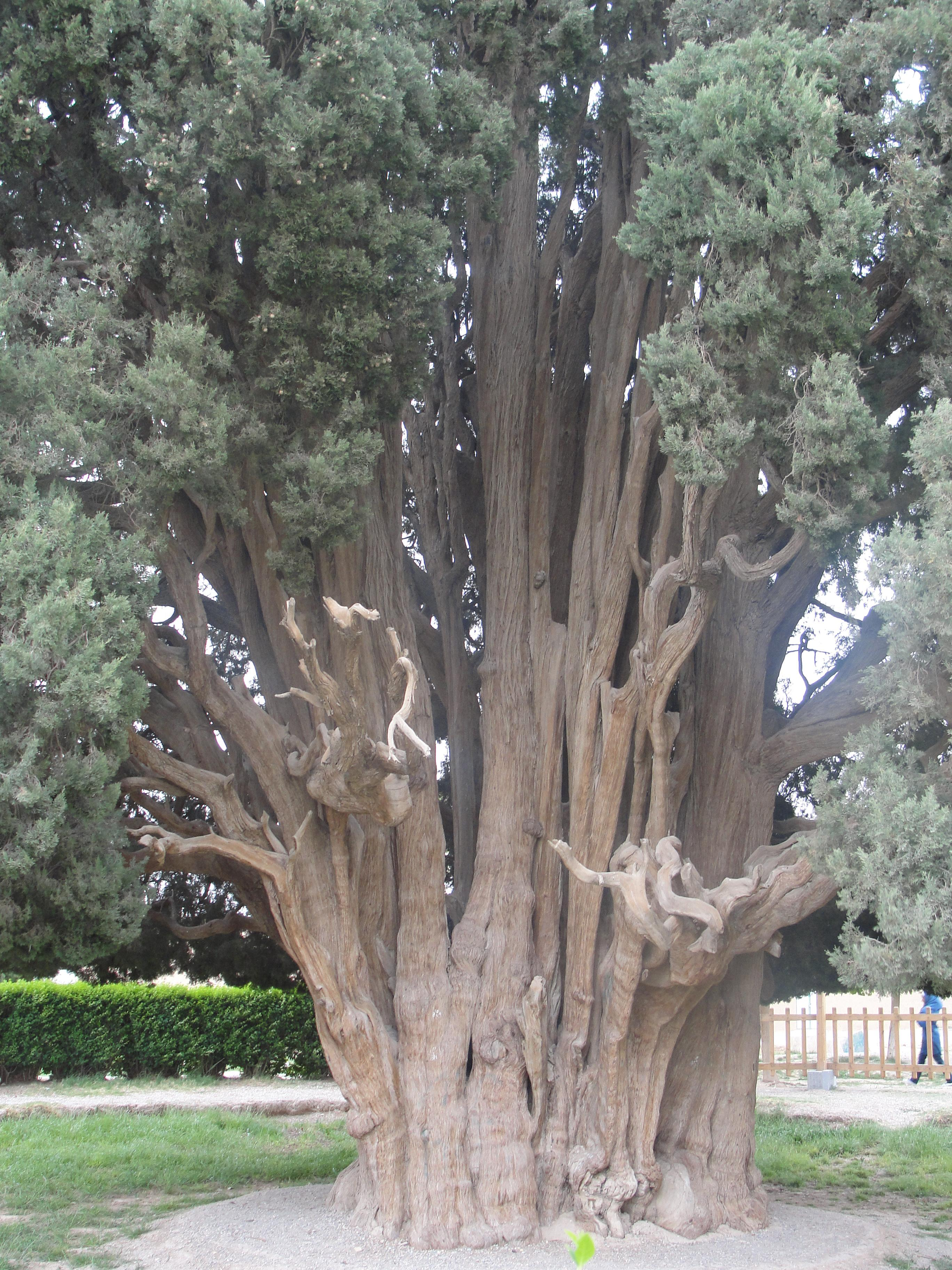
Cypressen i Abarkuh är det näst äldsta kända trädet i världen och ligger i provinsen Yazd i Iran.

Cypressen i Abarkuh (persiska: سرو ابرکوه sarv-e abarkuh), även kallad "den zoroastriska cypressen" är en äkta cypress (cupressus sempervirens) i Abarkuh i provinsen Yazd i Iran. Trädet är skyddat av Irans Kulturarvsorganisation som ett nationellt naturmonument och är i dag en viktig turistattraktion.
Cypressen i Abarkuh är 25 meter hög och uppskattas vara mellan 4 000 år och 4 500 år gammal enligt den ryske forskaren Alexander Rouf. Cypressen är därmed det äldsta trädet i Asien och ett av de äldsta levande träden i världen.
Cypresser anses heliga i zoroastrismen som var statsreligion i Iran under antiken. Det finns ännu några cypresser i Iran som är mer än 2 000 år gamla men de mest berömda har huggits ned under islamiskt styre. Den mest kända cypressen, den s.k. Sarv-e Kashmar (Cypressen i Kashmar), lät huggas ned på order av den abbasidiska kalifen Al-Mutawakkil.
Cypressen i Abarkuh är ett viktigt pilgrimsmål för zoroastrier från hela världen.